# Дасгупта, Парта
Сэр Парта Сарати Дасгупта (англ. Partha Sarathi Dasgupta; род. 17 ноября 1942, Дакка, Бенгалия) — британский экономист индийского происхождения. Эмерит-профессор Кембриджского университета. Член Британской академии (1989) и Королевского общества (2004), а также Национальной академии наук США (2001) и Американского философского общества (2005). Рыцарь-бакалавр (2002). Отмечен престижнейшими отличиями, лауреат премии Тайлера (2016). Clarivate Citation Laureate (2024).

## Биография
Окончил Делийский университет (бакалавр физики с отличием, 1962). В Кембриджском университете получил степени магистра математики с отличием (1965) и доктора философии по экономике (1968), последнюю — под началом Дж. Миррлиса, впоследствии Нобелевского лауреата. В 1968—1974 годах фелло Trinity Hall, Cambridge. В 1968—1969 годах приглашённый ассистент-профессор в Университете Карнеги — Меллона (США), в 1970—1971 годах приглашённый фелло в Делийской школе экономики. Преподавал в Лондонской школе экономики (1971—1984, с 1978 года — профессор экономики; её почётный фелло с 1994), Кембридже (1985—1988, и с 1992, почётный фелло Тринити-колледжа с 2010), Стэнфорде (1989—1992, профессор экономики и философии и директор программы по этике в обществе; приглашённый ассоциированный профессор в 1974—75, приглашённый профессор в 1983—84), являлся также профессором Корнелла (2007—2013). В 2008—2010 годах почётный профессор Копенгагенского университета. В 1978 году приглашённый профессор в Университете Джавахарлала Неру, в 1981 году — в Делийском университете, в 1987 году — в Гарварде, в 1988 году — в Принстоне.
Подписал «Предупреждение человечеству» (1992).
Президент Королевского экономического общества (1998—2001), президент Европейской экономической ассоциации (1999).
Почётный иностранный член Американской академии искусств и наук (1991), член Папской академии общественных наук (1997), TWAS (2001), Американского философского общества (2005), Европейской академии (2009), иностранный член Шведской королевской академии наук (1991), Национальной академии наук США (2001), Istituto Veneto di Scienze, Lettere ed Arti (2009).
Почётный фелло European Economic Association.

## Награды и отличия
- Volvo Environment Prize (2002)
- Ecological Economics Association’s Kenneth Boulding Prize (2004)
- PEN/John Kenneth Galbraith Award[англ.] (2007)
- Zayed International Prize for the Environment[англ.] (2011)
- Вошёл в Список Топ-100 мировых мыслителей по версии журнала Foreign Policy (2014)
- Премия Голубая планета (2015)
- Премия Тайлера (2016)
- Kew International Medal[англ.] (2021)[4]
- Премия «Чемпионы Земли» (2022)
- BBVA Foundation Frontiers of Knowledge Award (2023)

Почётный доктор, в частности, Болонского (2010) и Гарвардского (2013) университетов.

## Основные произведения
- «Общественное управление ресурсами окружающей среды» (The Social Management of Environmental Resources, 1981).
- «Экономический прогресс и идея социального капитала» (Economic Progress and the Idea of Social Capital, 2000).
- Экономика. Очень краткое введение = Economics: A Very Short Introduction. — Дело, 2016. — 240 с. —  ISBN 978-5-7749-0967-4